# Övre Ulleruds landskommun
Övre Ulleruds landskommun var en tidigare kommun i Värmlands län.

## Administrativ historik
Kommunen inrättades i Övre Ulleruds socken i Kils härad i Värmland när 1862 års kommunalförordningar trädde i kraft den 1 januari 1863.
Vid kommunreformen 1952 uppgick den i Ulleruds landskommun som 1974 uppgick i Forshaga kommun.

## Politik

### Mandatfördelning i Övre Ulleruds landskommun 1938-1946
| 10 | 5 | 3 | 2 |

| 20 |

| 11 | 5 | 3 | 1 |

| 19 |

| 1 | 9 | 7 | 3 |

| 19 |